# Dulina (distrikt)
Dulina, eller Du Layna, (persiska: دولینه) är ett distrikt i Afghanistan. Det ligger i provinsen Ghor, i den centrala delen av landet, 400 kilometer väster om huvudstaden Kabul. Administrativ huvudort är Dulina.
Distriktet beräknades år 2022 ha cirka 42 000 invånare.